# Pentelicus similis
Pentelicus similis är en stekelart som beskrevs av Zhang, Xiao och Huang 2005. Pentelicus similis ingår i släktet Pentelicus och familjen sköldlussteklar. Inga underarter finns listade i Catalogue of Life.